# Centro de salud Fuensanta
El Centro de Salud Fuensanta es un centro de atención primaria de la red sanitaria pública de la Comunidad Valenciana (España).

## Localización
El edificio del CS Fuensanta está ubicado en el barrio de la Fuensanta, que pertenece al distrito de L'Olivereta. Su consultorio auxiliar, La Luz, atiende a la población del barrio de La Luz, que comprende calles de la ciudad de Valencia y también del municipio de Chirivella.
El centro de salud se encuentra apenas a 200 metros del Hospital General Universitario de Valencia.
Dirección postal:
- Centro de Salud Fuensanta. Calle Virgen de la Fuensanta 18. 46014 Valencia (Spain).
- Consultorio auxiliar Barrio de la Luz. Calle Constantí Llombart 1. 46950 Valencia (Spain).

## Características
Empezó su actividad en 1985, siendo el primero que funcionó de manera global en la ciudad de Valencia. En 1995 se creó, dependiente de él, el consultorio auxiliar del barrio de la Luz (en español, barrio de la Luz) para mejorar la accesibilidad de los habitantes de esta zona de la ciudad.
El CS Fuensanta atiende a la población del barrio de la Fuensanta, (en valenciano, la Fontsanta). Después de la riada del año 1957, el barrio nació como una necesidad social para las familias que se habían quedado sin hogar y se bautizó con el nombre de la patrona de Murcia, la Virgen de la Fuensanta, en agradecimiento por la ayuda que ofrecieron los murcianos a los valencianos en aquella época.
El Centro de Salud Fuensanta pertenece al Departamento de Salud Valencia-Hospital General Universitario, siendo éste el hospital de referencia. En el año 2002, como resultado de los acuerdos firmados por la Consejería de Sanidad y la Diputación de Valencia, nace el Consorcio Hospital General Universitario. A partir del año 2007, el hospital citado dirige todos los servicios de asistencia sanitaria (primaria y especializada) del citado departamento. Al Centro de Salud Fuensanta le corresponde el centro de especialidades de Juan Llorens.

### Atención socio sanitaria
La plantilla actual, repartida en turnos de mañana y tarde, la componen, teniendo en cuenta ambos centros (CS Fuensanta y consultorio auxiliar), 12 médicos de familia, 4 pediatras, 14 enfermeras, 1 matrona, 1 trabajadora social, 3 auxiliares de enfermería, 6 auxiliares administrativos y 3 celadoras.
Es un centro de titularidad y gestión públicas. El centro dispone de una web de servicios y participación de los usuarios y una web interna para la gestión de la organización.
El Centro de Salud Fuensanta es centro asociado al Programa de Actividades Preventivas y de Promoción de la Salud (PAPPS).
Participa en el programa de PIES: Programa de Intervención en Educación Sexual en las escuelas, dirigido a alumnos de 3.º de la ESO, en varios institutos y colegios de la zona, desde el 2007. 
El centro dispone de un programa de atención al embarazo, puerperio y taller de lactancia materna desde 2007.
Desde enero del 2013 realiza un programa comunitario de actividad física para personas mayores.
En septiembre de 2015 alcanzó el Galardón o certificación de CS de la IHAN-Unicef.

### Atención docente
Fuensanta es un centro de salud con una marcada dedicación docente, es centro docente MIR de Medicina de Familia y Comunitaria desde 1986, MIR de Salud Pública, EIR de Matrona y de Enfermería Comunitaria desde 2010, centro docente pregrado de la Facultad de Medicina de la Universidad de Valencia y centro docente de la Facultad de Enfermería.

## Algunas actividades, productos y galardones
- En 2009:

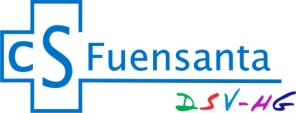
Logotipo del CS Fuensanta

- El centro obtuvo el certificado de Calidad INACEPS.
- Finalista nacional de la cuarta edición de los Premios Best In Class (Mejor servicio de Atención Primaria).

- En 2011:

- Finalista de quinta edición de los Premios Best In Class (Mejor servicio de Atención Primaria).
- Premio a la Excelencia, modalidad Atención Primaria, en la 5.ª edición de los premios «Salud y Sociedad 2010», convocados por la Consellería de Sanitat.

- En 2013 ha sido finalista al premio "Mejor centro de Atención Primaria" en la VIII Edición de los Premios Best in Class, fallados el 24 de octubre de 2013 en Valencia.[3][4]
- En 2016 obtiene el Premio al mejor centro de atención primaria en la IX edición de los Premios Best in Class.